# 薩里甘島

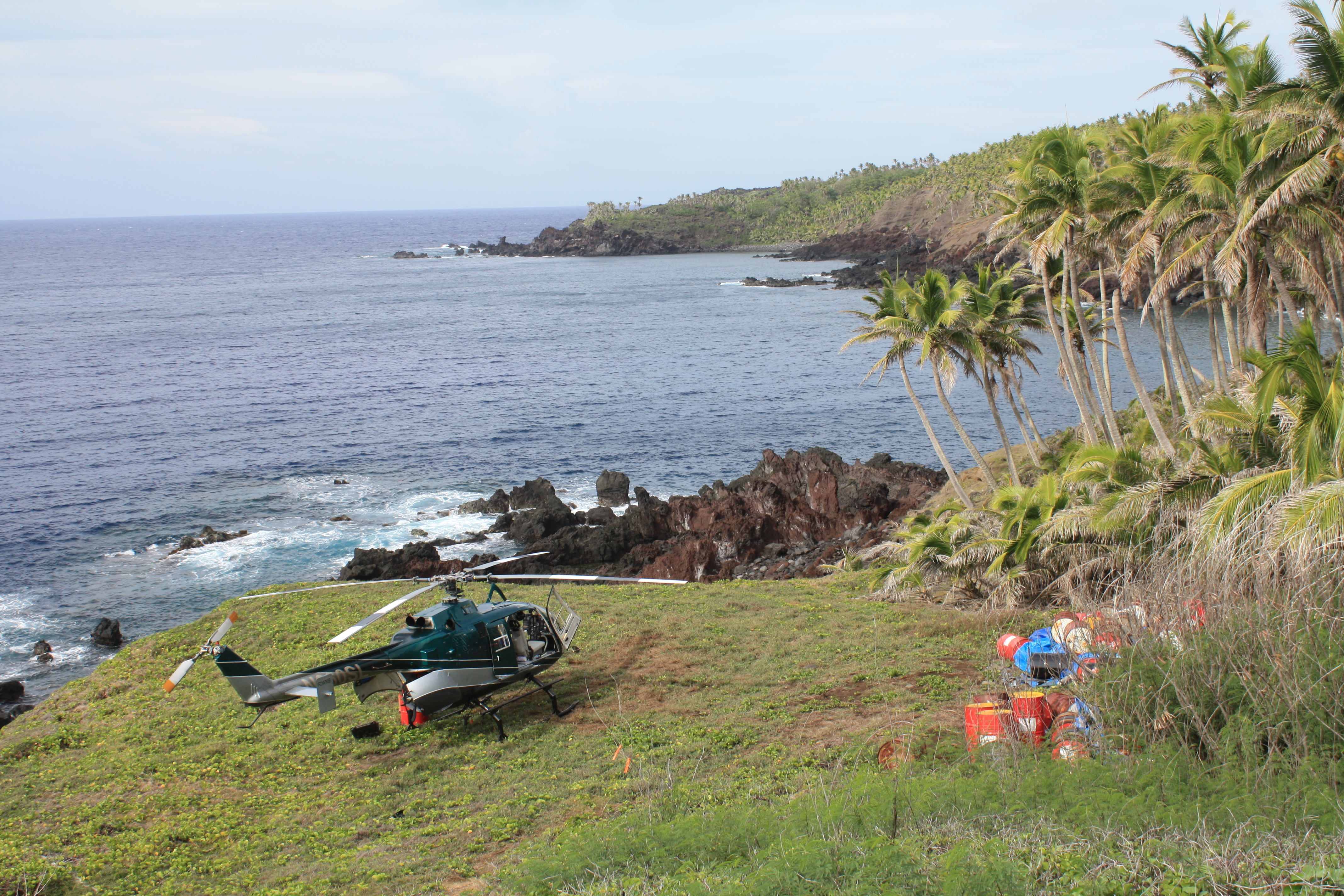
2010年，生物調查隊登陸薩里甘島。圖片由Michael Lusk提供。

薩里甘島（英語、查莫羅語：Sarigan），是一座位於美屬北馬里亞納群島中的小島。島上的複式火山推斷為於全新世所產生，除此之外並無其他有關資料以及歷史記載。

## 歷史
薩里甘島最初由查莫羅人定居。1543年10月下旬，第一個造訪該島的歐洲人為西班牙探險家貝爾納多·德拉托雷（Bernardo de la Torre），他在從薩蘭加尼返回新西班牙時乘坐拉特朗聖若望號卡拉克帆船並首次繪製該島。1695年，當地人被強行遷移到塞班島，三年後遷移到關島。
在1899年，西班牙將北馬里亞納群島出售給德意志帝國之後，鄰近的阿格里漢島被作為德屬新幾內亞雅浦區的一部分進行管理。從1900年到1906年，該島被德國政府當作流放地。一些囚犯與他們的家人住在薩里甘島，他們主要受僱於椰子種植園。1909年，該島被德日合夥企業Pagan Society租用，繼續出口椰子乾。該公司還僱用捕鳥人獵取鳥類羽毛以出口到日本和歐洲。然而，Pagan Society從1912年開始陷入財政困難。
第一次世界大戰期間，大日本帝國在向德國宣戰後佔領薩里甘島，之後成為日本託管地南洋廳的一部分，屬於塞班支廳。在1930年代，島上居住著10到20個家庭。 
第二次世界大戰後，該島受到美國的控制，第二次世界大戰後，居民被驅逐出該島。自1947年起，該島作為太平洋群島託管地的一部分進行管理。自1978年以來，該島一直是北馬里亞納群島自治邦北部群島自治市的一部分。
2010年5月28日，南部7英里（11公里處的一座海底火山爆發了短暫的蒸汽和火山灰雲，短暫地上升到 49,000 英尺（15,000米），並在水面上留下了一條浮石碎片痕跡。火山噴發後，薩里甘島被北馬里亞納群島政府宣佈為禁區。

## 地理
薩里甘島距離北馬里亞納群島自治邦首府——塞班島為約95海浬（大約153公里），整座島嶼的面積為4.966平方公里。島上的谷地覆蓋著許多熱帶植被。

## 外部鏈接
- Google地圖 （页面存档备份，存于） （德語）
- . 全球火山作用计划. 史密森尼学会.